# The Unholy
The Unholy (conocida como Ruega por nosotros en Hispanoamérica y España) es una película de terror sobrenatural estadounidense de 2021 escrita, producida y dirigida por Evan Spiliotopoulos (en su debut como director), basada en la novela Shrine de 1983 de James Herbert. Producida por Sam Raimi a través de Ghost House Pictures, está protagonizada por Jeffrey Dean Morgan, Katie Aselton, William Sadler, Diogo Morgado, Cricket Brown y Cary Elwes.
El proyecto se anunció en diciembre de 2018 como el título original Shrine, con Sony Pictures adaptando la novela de Herbert del mismo nombre. El elenco se anunció entre 2018 y 2020, con la fotografía principal comenzando en Boston, pero el 14 de marzo de 2020, la filmación se suspendió debido a la pandemia de COVID-19. The Unholy fue estrenado en cines en los Estados Unidos el 2 de abril de 2021 por Sony Pictures, y recibió críticas generalmente negativas de los críticos.

## Argumento
En 1845 en Banfield, Massachusetts, una mujer llamada Mary Elnor es ejecutada, acusada de brujería. Es colgada de un árbol y finalmente la prenden fuego. Sin embargo, antes de morir, su espíritu queda ligado al cuerpo de una muñeca.
Muchos años después, el periodista escéptico Gerry Fenn trabaja informando sobre cosas extrañas e inusuales. Su última asignación lo lleva a Boston, donde se revela que la supuesta extraña actividad es simplemente una broma adolescente. Antes de irse, descubre la muñeca que se muestra anteriormente en la película y la aplasta a propósito, liberando accidentalmente el espíritu de la mujer. Más tarde, Gerry sufre un accidente mientras se aleja después de ver a una niña, Alice, parada en medio de la carretera. La sigue hasta un árbol, el lugar donde encontró la muñeca, y la oye hablar antes de derrumbarse. Cuando la lleva a la iglesia, el padre llama a una doctora para comprobar el estado de la niña, dónde se entera de que Alice es sordomuda y no podría haber hablado. Gerry decide quedarse en la ciudad para investigar lo que cree que podría ser una historia real en lugar de un engaño o broma.
Al día siguiente, Alice sorpende a la comunidad al hablar y proclamar que ha sido curada por la Virgen María. Esto lanza un furor mediático que es impulsado aún más por otras curaciones aparentemente milagrosas. La Iglesia Católica envía al monseñor Delgarde para investigar las denuncias, con la ayuda del obispo Gyles. Gerry se hace amigo de Alice, tiempo durante el cual se entera de que mientras ella ha estado hablando con un ser llamado Mary, la niña solo ha asumido que esta es la figura religiosa. Gerry comienza a sospechar que algo siniestro está ocurriendo, debido a visiones de "Mary" como una entidad horrible, y Gerry encuentra un compañero en el padre Hagan, quien fue curado por Alice, pero también sospecha la verdadera naturaleza de las curaciones. El padre Hagan descubre documentos que detallan los sucesos, pero antes de tener la oportunidad de advertir a nadie es atacado por Mary y su cuerpo se encuentra colgado en la iglesia. El obispo Gyles convence a Gerry de mantener en silencio el aparente suicidio de Hagan, ya que empañará los sucesos divinos. Su muerte se declara un accidente.
Gerry se hace amigo de Natalie, la médica de la ciudad, y revela que lo encontraron inventando historias, la razón por la que ahora se encuentra informando historias falsas, pero con la esperanza de que este evento relance su carrera. La pareja finalmente encuentra la información que el padre Hagan descubrió, revelando la muerte de Mary Elnor. Mary vendió su alma a Satanás para obtener la vida y el poder eterno. Él permitiría que ella y sus descendientes, revelado como Alice, hicieran "milagros" para que la gente se comprometiera con ella y, a su vez, con Satanás. Para sorpresa de Gerry y Monseñor Delgarde, se enteran de que el obispo Gyles estaba al tanto de toda la situación, pero decidió mantenerlo en secreto, ya que los milagros han atraído a la gente a la iglesia.
Alice, que creen que desconoce la verdadera naturaleza de Mary, desea celebrar un servicio junto al árbol y transmitirlo a las masas. Delgarde advierte que se trata de un ritual satánico: cualquiera que jure su lealtad a Mary condenará su alma al infierno. Delgarde, junto con Gerry y Natalie, intenta realizar un ritual en la iglesia para detener esto. Sin embargo, Mary aparece y lo mata, aplastándolo con una cruz en llamas.
Una vez que comienza el servicio, Alice insta a todos a que se comprometan con Mary tres veces. Gerry logra evitar que la multitud se comprometa plenamente afirmando que ninguno de los milagros es real y que fue otro de sus engaños, ya que todos fueron el resultado del efecto placebo. Natalie se comunica con Alice usando lenguaje de señas instándola a detener el servicio. Mary le habla a Alice para que continúe con el ritual o de lo contrario no volverá a hablar. Al darse cuenta de su verdadera naturaleza, Alice concuerda que todo es un engaño. El árbol estalla repentinamente en llamas, lo que provoca que todos los asistentes huyan de donde emerge una enojada Mary. Ella incinera al obispo Gyles hasta convertirlo en cenizas antes de intentar matar a Gerry. Alice la detiene y se sacrifica para salvar su vida. Esto, a su vez, hace que Mary desaparezca, ya que Alice era su vínculo con el mundo de los vivos. Golpeado por su sacrificio, Gerry le ruega a Dios que salve la vida de Alice. Alice vuelve a la vida, pero nuevamente es sordomuda. Todas las personas a las que Alice cura pronto recayeron. En el epílogo, la estatua de Mary dentro de la Iglesia donde se veía a Alice rezando antes durante el comienzo de la película llora lágrimas de sangre una vez más.

## Reparto
- Jeffrey Dean Morgan  como Gerald "Gerry" Fenn
- Cricket Brown como Alice Pagett
- William Sadler como el padre William Hagan
- Katie Aselton como Natalie Gates
- Cary Elwes como el obispo Gyles
- Diogo Morgado como Monseñor Delgarde
- Bates Wilder como Geary
- Marina Mazepa como Mary Elnor
- Christine Adams como Monica Slade
- Gisela Chipe como Sofia Walsh
- Dustin Tucker como Dan Walsh
- Danny y Sonny Corbo como Toby Walsh

## Producción
El 3 de diciembre de 2018, Deadline informó que Screen Gems y Sam Raimi producirían Shrine , una adaptación cinematográfica de la novela de terror del mismo nombre de James Herbert, con Evan Spiliotopoulos escribiendo el guion y haciendo su debut como director. El 18 de septiembre de 2019, Jeffrey Dean Morgan fue elegido para la película. El 12 de noviembre de 2019, Jordana Brewster se unió al elenco de la película. El 27 de febrero de 2020, Katie Aselton, William Sadler, Diogo Morgado, Cricket Brown, Marina Mazepa, Christine Adams, Bates Wilder y Cary Elwes se unieron al elenco de la película, con Aselton reemplazando a Brewster.
La fotografía principal comenzó en Boston esa misma semana, pero el 14 de marzo de 2020, la filmación se suspendió debido a la pandemia de COVID-19. Cuando se reanudó la filmación, debido a las pautas de los CDC, no podía haber más de 10 actores de fondo en el set a la vez, lo que obligó a Spiliotopoulos a usar "las mismas personas en cinco lugares diferentes".

## Lanzamiento
En marzo de 2021, el nuevo título de la película se anunció como The Unholy, junto con un avance y una fecha de estreno programada para el 2 de abril de 2021.

## Recepción

### Taquilla
Al 24 de mayo de 2021 , The Unholy ha recaudado $ 15,3 millones en los Estados Unidos y Canadá, y $ 13,8 millones en otros territorios, para un total mundial de $ 29,1 millones.
The Unholy recaudó $ 1.2 millones en su primer día y un total de $ 3.2 millones en 1.850 cines en su primer fin de semana, terminando segundo en la taquilla detrás de su compañero recién llegado Godzilla vs. Kong. La película cayó un 23% a $ 2,4 millones en su segundo fin de semana, luego ganó $ 2 millones en el tercero.

### Respuesta crítica
El agregador de reseñas Rotten Tomatoes informa que el 27% de los 51 críticos le dieron a la película una crítica positiva, con una calificación promedio de 4.8 / 10. El consenso de los críticos del sitio web dice: "Rara vez da miedo y, a menudo, aburrido, The Unholy recurre a los mismos tropos cansados que ya han muerto en innumerables otras películas religiosas de terror". Metacritic asignó un puntaje promedio ponderado de 36 sobre 100 basado en 15 críticos, lo que indica "revisiones generalmente desfavorables". Las audiencias encuestadas por CinemaScore le dieron a la película una calificación promedio de "C +" en una escala de A + a F, mientras que PostTrak informó que el 52% de los miembros de la audiencia le dio una puntuación positiva, y el 37% dijo que definitivamente lo recomendaría.
Alonso Duralde de TheWrap dijo que "ya lo has visto antes, innumerables veces" y escribió: "Sam Raimi es un productor aquí, y es difícil no pensar en cómo pudo haber extraído este material tanto por provocación como por miedo"; su Drag Me to Hell sigue siendo el estándar de oro de cómo asustar a la audiencia dentro de las restricciones de PG-13. Lo que obtenemos en cambio aquí es un pequeño enfriador tibio con un elenco sobre cualificado".